# Aube (parti politique)
Pour les articles homonymes, voir Aube.
Aube, en forme longue Aube - l'organisation de la justice, de l'égalité et de la démocratie (en islandais : Dögun - stjórnmálasamtök um réttlæti, sanngirni og lýðræði) est un ancien parti politique islandais fondé le 18 mars 2012 en vue des élections législatives de 2013. Il est dissous en 2021.

## Historique
Le parti est créé en 2012 par la fusion de trois anciens partis politiques islandais : le Mouvement des citoyens, Le Mouvement et le Parti libéral. Après avoir participé à trois élections législatives entre 2013 et 2017, où il n'obtient aucun siège, le parti est dissous le 7 novembre 2021.

## Programme politique
- Protection des ménages
- Adoption de la constitution élaborée en 2011
- Protection de l'environnement et encadrement de la pêche
- Transparence en politique
- Justice
- Relations avec l'Union européenne

## Résultats électoraux

### Législatives: Au niveau national
| Élection | Voix  | %   | Sièges |
| -------- | ----- | --- | ------ |
| 2013     | 5 855 | 3,1 | 0 / 63 |
| 2016     | 3 275 | 1,7 | 0 / 63 |
| 2017     | 101   | 0,1 | 0 / 63 |